# Johannes Rydzek
Johannes Rydzek (ur. 9 grudnia 1991 w Oberstdorfie) – niemiecki kombinator norweski, wielokrotny medalista olimpijski i mistrzostw świata, pięciokrotny medalista mistrzostw świata juniorów oraz pięciokrotny zwycięzca Letniego Grand Prix.
Jego siostra, Coletta Rydzek, jest biegaczką narciarską.

## Kariera
Po raz pierwszy na arenie międzynarodowej Johannes Rydzek pojawił się w 2 października 2005 roku, kiedy wystartował w zawodach FIS Race. Zajął wtedy 52. miejsce w sprincie w Oberstdorfie. W styczniu 2008 roku zadebiutował w zawodach Pucharu Kontynentalnego, a w lipcu tego samego roku wziął udział w jedenastej edycji Letniego Grand Prix w kombinacji norweskiej. Zajął 32. miejsce w Hinterzarten i szóste w Oberstdorfie, co dało mu 19. miejsce w klasyfikacji końcowej cyklu.
W Pucharze Świata zadebiutował 29 listopada 2008 roku w fińskiej Ruce, zajmując 15. miejsce w zawodach metodą Gundersena. Tym samym już w swoim debiucie zdobył punkty. W sezonie 2008/2009 wystartował jeszcze dziesięć razy, w większości przypadków zdobywając punkty. Najlepszy wynik osiągnął 14 marca 2009 roku w norweskim Vikersund, gdzie był siódmy w Gundersenie. Pozwoliło mu to zająć 33. pozycję w klasyfikacji generalnej. W lutym 2009 roku wziął udział w mistrzostwach świata juniorów w Štrbskim Plesie, gdzie zdobył srebrny medal w Gundersenie i brązowy w sztafecie. Najsłabiej wypadł w sprincie, w którym zajął dopiero 42. miejsce.
W lecie 2009 roku brał udział w dwunastej edycji LGP, przy czym 13 sierpnia stanął na podium w Oberstdorfie, zajmując trzecie miejsce w Gundersenie. Cały cykl zakończył na piątej pozycji. W sezonie 2009/2010 osiągał przeciętne wyniki, kilkakrotnie kończył zawody już po skokach. Najlepszy wynik osiągnął 17 stycznia 2010 roku we francuskim Chaux-Neuve, gdzie zajął szóste miejsce w Gundersenie. Dziesięć dni później wystartował na mistrzostwach świata juniorów w Hinterzarten, gdzie wraz z kolegami z reprezentacji zdobył złoty medal w konkursie drużynowym. Natomiast w obu startach indywidualnych zajmował czwarte miejsce. W lutym wystąpił na igrzyskach olimpijskich w Vancouver. Była to jego pierwsza mistrzowska seniorska impreza poza Pucharem Świata. Indywidualnie zajął 28. miejsce w Gundersenie na normalnej skoczni, ale za to wspólnie z Tino Edelmannem, Erikiem Frenzlem i Björnem Kircheisenem wywalczył brązowy medal w sztafecie. W klasyfikacji generalnej PŚ zajął tym razem 25. miejsce.
Najwyższą formę prezentował latem 2010 roku. W czterech konkursach czternastej edycji LGP Rydzek wygrał raz i trzykrotnie był drugi. W efekcie zwyciężył w całym cyklu, wyprzedzając Magnusa Moana z Norwegii i swego rodaka Erica Frenzla. Dobre wyniki osiągał także w sezonie 2010/2011, w którym był ostatecznie szósty. W swoim piątym starcie tego sezonu, 18 grudnia 2010 roku w austriackim Ramsau po raz pierwszy stanął na podium Pucharu Świata. Zajął wtedy trzecie miejsce w Gundersenie, ulegając tylko reprezentantowi gospodarzy – Mario Stecherowi i swemu rodakowi Björnowi Kircheisenowi. Na mistrzostwach świata juniorów w Otepää zdobył złoty medal w Gundersenie i srebrny w sprincie. Jego następnym startem w tym sezonie były mistrzostwa świata w Oslo, gdzie w obu konkursach drużynowych Niemcy w składzie: Johannes Rydzek, Björn Kircheisen, Eric Frenzel i Tino Edelmann zdobyli srebrne medale. Ponadto Rydzek wywalczył kolejny srebrny medal indywidualnie - w Gundersenie na dużej skoczni, gdzie wyprzedził go tylko Francuz Jason Lamy Chappuis. W konkursie indywidualnym na normalnej skoczni Niemiec był czwarty, przegrywając walkę o brązowy medal z Felixem Gottwaldem z Austrii. Na koniec sezonu, 12 marca 2011 roku w Lahti odniósł swoje pierwsze zwycięstwo w karierze, wygrywając zawody w Gundersenie.
W lecie 2011 roku triumfował w czternastej edycji LGP. W pięciu konkursach indywidualnych dwukrotnie zwyciężał, raz był, drugi, raz trzeci i raz czwarty. W klasyfikacji końcowej wyprzedził dwóch rodaków: Kircheisena i Frenzela. Takiej formy nie zaprezentował jednak w sezonie 2011/2012. Na podium stanął tylko raz - 3 marca 2012 roku w Lahti. Ponadto jeszcze pięciokrotnie plasował się w czołowej dziesiątce, ale na podium już się nie pojawił. W klasyfikacji generalnej zajął trzynaste miejsce. piętnastą edycję LGP Niemiec ukończył na trzeciej pozycji. Z sześciu indywidualnych zawodów dwukrotnie stawał na podium - wygrał dwa ostatnie zawody cyklu rozgrywane w Oberstdorfie. Dało mu to trzecie miejsce w klasyfikacji końcowej, za Bernhardem Gruberem z Austrii i Akito Watabe z Japonii. Podobnie jak rok wcześniej w sezonie 2012/2013 Rydzek spisywał się przeciętnie. Tylko raz stanął na podium: 27 stycznia 2013 roku w Klingenthal był trzeci w zawodach Penalty Race. Sezon zakończył na dziewiątym miejscu. Mistrzostwa świata w Val di Fiemme na przełomie lutego i marca nie przyniosły mu medalu. Rydzek wystartował tylko w konkurencjach indywidualnych, zajmując dziesiąte miejsce na skoczni dużej oraz trzydzieste na normalnym obiekcie.
W lutym 2014 roku brał udział w igrzyskach olimpijskich w Soczi, gdzie wspólnie z Fabianem Rießle, Björnem Kircheisenem i Erikiem Frenzelem zdobył srebrny medal w drużynie. W startach indywidualnych był szósty na normalnej skoczni, a rywalizację na dużym obiekcie zakończył na ósmej pozycji. Tydzień po igrzyskach, 28 lutego 2014 roku w Lahti odniósł swoje drugie pucharowe zwycięstwo, wygrywając zawody metodą Gundersena. Następnie wygrał też 6 marca 2014 roku w Trondheim i dwa dni później w Oslo. W klasyfikacji generalnej po raz pierwszy stanął na podium, zajmując drugie miejsce za Frenzelem. W sezonie 2014/2015 trzykrotnie plasował się w najlepszej trójce, odnosząc jedno zwycięstwo - 29 listopada 2014 roku w Ruce. W klasyfikacji generalnej dało mu to jednak trzecie miejsce, za Frenzelem i Akito Watabe. Podczas mistrzostw świata w Falun w lutym 2015 roku zdobył medale we wszystkich konkurencjach. Wspólnie z kolegami z reprezentacji zwyciężył w sztafecie, najlepszy był też indywidualnie na normalnej skoczni. Ponadto na dużym obiekcie był trzeci za Austriakiem Bernhardem Gruberem i Francuzem François Braudem, a w sprincie drużynowym razem z Frenzelem był drugi. W kolejnym sezonie tylko raz stanął na podium, za to na najwyższym stopniu: 23 lutego 2016 roku w Kuopio. W klasyfikacji generalnej był tym razem piąty.
Najlepsze wyniki osiągnął w sezonie 2016/2017, kiedy zajął drugie miejsce w klasyfikacji generalnej, przy czym siedemnaście razy stawał na podium. Na najwyższym stopniu znalazł się ośmiokrotnie: 26 i 27 listopada w Ruce, 17 grudnia 2016 roku w Ramsau, 21 stycznia 2017 roku w Chaux-Neuve, 27 i 28 stycznia w Seefeld oraz 4 i 5 lutego 2017 roku w Pjongczangu. Na mistrzostwach świata w Lahti Rydzek zwyciężał we wszystkich konkurencjach. Oprócz zwycięstw indywidualnych razem z Frenzelem wygrał sprint drużynowy, a wspólnie z Frenzelem, Kircheisenem i Rießle wygrał sztafetę. Na rozgrywanych rok później igrzyskach olimpijskich w Pjongczangu reprezentacja Niemiec w składzie: Vinzenz Geiger, Fabian Rießle, Eric Frenzel i Johannes Rydzek zdobyła złoto w sztafecie. Rydzek zdobył też złoty medal indywidualnie na dużej skoczni, gdzie wyprzedził Rießle i Frenzela o odpowiednio 0,4 i 0,8 sekundy. Ponadto zajął piąte miejsce na normalnej skoczni. W zawodach PŚ na podium stanął pięć razy, dwukrotnie zwyciężając: 26 listopada 2017 roku w Ruce i 4 marca 2018 roku w Lahti. Sezon 2017/2018 zakończył na czwartej pozycji w klasyfikacji generalnej.

## Kombinacja norweska

### Igrzyska olimpijskie
| Miejsce | Dzień     | Rok  | Miejscowość | Konkurencja           | Wynik zwycięzcy | Strata  | Zwycięzca           |
| ------- | --------- | ---- | ----------- | --------------------- | --------------- | ------- | ------------------- |
| 28.     | 14 lutego | 2010 | Vancouver   | Gundersen HS106/10 km | 25:47,1         | +1:38,2 | Jason Lamy Chappuis |
| 3.      | 23 lutego | 2010 | Vancouver   | Sztafeta HS140/4x5 km | 49:31,6         | +19,5   | Austria             |
| 6.      | 12 lutego | 2014 | Soczi       | Gundersen HS106/10 km | 23:50,2         | +17,3   | Eric Frenzel        |
| 4.      | 18 lutego | 2014 | Soczi       | Gundersen HS140/10 km | 22:45,5         | +23,9   | Jørgen Gråbak       |
| 2.      | 21 lutego | 2014 | Soczi       | Sztafeta HS140/4x5 km | 47:13,5         | +0,3    | Norwegia            |
| 5.      | 14 lutego | 2018 | Pjongczang  | Gundersen HS109/10 km | 24:51,4         | +27,9   | Eric Frenzel        |
| 1.      | 20 lutego | 2018 | Pjongczang  | Gundersen HS140/10 km | 23:52,5         | -       | -                   |
| 1.      | 22 lutego | 2018 | Pjongczang  | Sztafeta HS140/4x5 km | 46:09,8         | -       | -                   |
| 5.      | 9 lutego  | 2022 | Zhangjiakou | Gundersen HS106/10 km | 25:07,7         | +21,8   | Vinzenz Geiger      |
| 28.     | 15 lutego | 2022 | Zhangjiakou | Gundersen HS140/10 km | 27:13,3         | +3:08,7 | Jørgen Graabak      |

### Mistrzostwa świata
| Miejsce | Dzień     | Rok  | Miejscowość      | Konkurencja                     | Wynik zwycięzcy | Strata  | Zwycięzca           |
| ------- | --------- | ---- | ---------------- | ------------------------------- | --------------- | ------- | ------------------- |
| 4.      | 26 lutego | 2011 | Oslo             | Gundersen HS106/10 km           | 25:19,2         | +22,9   | Eric Frenzel        |
| 2.      | 28 lutego | 2011 | Oslo             | Sztafeta HS106/4x5 km           | 48:07,8         | +0,4    | Austria             |
| 2.      | 2 marca   | 2011 | Oslo             | Gundersen HS134/10 km           | 25:31,6         | +6,7    | Jason Lamy Chappuis |
| 2.      | 4 marca   | 2011 | Oslo             | Sztafeta HS134/4x5 km           | 48:07,8         | +0,4    | Austria             |
| 30.     | 22 lutego | 2013 | Val di Fiemme    | Gundersen HS106/10 km           | 29:13,2         | +2:11,7 | Jason Lamy Chappuis |
| 10.     | 28 lutego | 2013 | Val di Fiemme    | Gundersen HS134/10 km           | 27:22,8         | +1:07,7 | Eric Frenzel        |
| 1.      | 20 lutego | 2015 | Falun            | Gundersen HS100/10 km           | 26:38,9         | -       | -                   |
| 1.      | 22 lutego | 2015 | Falun            | Sztafeta HS100/4x5 km           | 44:20,7         | -       | -                   |
| 3.      | 26 lutego | 2015 | Falun            | Gundersen HS134/10 km           | 22:45,8         | +14,9   | Bernhard Gruber     |
| 2.      | 28 lutego | 2015 | Falun            | Sprint drużynowy HS134/2x7,5 km | 38:31,6         | +2,7    | Francja             |
| 1.      | 24 lutego | 2017 | Lahti            | Gundersen HS100/10 km           | 26:19,6         | -       | -                   |
| 1.      | 26 lutego | 2017 | Lahti            | Sztafeta HS100/4x5 km           | 47:57,3         | -       | -                   |
| 1.      | 1 marca   | 2017 | Lahti            | Gundersen HS130/10 km           | 26:41,6         | -       | -                   |
| 1.      | 3 marca   | 2017 | Lahti            | Sprint drużynowy HS130/2x7,5 km | 28:45,8         | -       | -                   |
| 9.      | 22 lutego | 2019 | Seefeld in Tirol | Gundersen HS130/10 km           | 23:43,0         | +36,1   | Eric Frenzel        |
| 8.      | 28 lutego | 2019 | Seefeld in Tirol | Gundersen HS109/10 km           | 25:01,3         | +53,8   | Jarl Magnus Riiber  |
| 2.      | 2 marca   | 2019 | Seefeld in Tirol | Sztafeta HS109/4x5 km           | 50:15,5         | +1,0    | Norwegia            |
| 28.     | 26 lutego | 2021 | Oberstdorf       | Gundersen HS106/10 km           | 23:01,2         | +2:49,1 | Jarl Magnus Riiber  |
| 17.     | 4 marca   | 2021 | Oberstdorf       | Gundersen HS137/10 km           | 23:11,1         | +3:15,9 | Johannes Lamparter  |
| 2.      | 1 marca   | 2023 | Planica          | Sztafeta HS138/4x5 km           | 47:20,4         | +9,0    | Norwegia            |
| 16.     | 4 marca   | 2023 | Planica          | Gundersen HS138/10 km           | 23:42,6         | +2:49,9 | Jarl Magnus Riiber  |
| 7.      | 1 marca   | 2025 | Trondheim        | Kompakt HS102/7,5 km            | 17:13,4         | +27,0   | Jarl Magnus Riiber  |
| 1.      | 7 marca   | 2025 | Trondheim        | Sztafeta HS138/4x5 km           | 50:37,7         | -       | -                   |
| 14.     | 8 marca   | 2025 | Trondheim        | Gundersen HS138/10 km           | 24:57,5         | +2:36,3 | Jarl Magnus Riiber  |

### Mistrzostwa świata juniorów
| Miejsce | Dzień       | Rok  | Miejscowość         | Konkurencja           | Wynik zwycięzcy | Strata  | Zwycięzca            |
| ------- | ----------- | ---- | ------------------- | --------------------- | --------------- | ------- | -------------------- |
| 42.     | 5 lutego    | 2009 | Szczyrbskie Jezioro | Sprint HS100/5 km     | 13:26,0         | +2:07,9 | Alessandro Pittin    |
| 3.      | 7 lutego    | 2009 | Szczyrbskie Jezioro | Sztafeta HS100/4x5 km | 53:17,3         | +1:31,9 | Norwegia             |
| 2.      | 8 lutego    | 2009 | Szczyrbskie Jezioro | Gundersen HS100/10 km | 28:31,7         | +1:05,9 | Alessandro Pittin    |
| 4.      | 27 stycznia | 2010 | Hinterzarten        | Sprint HS106/5 km     | 12:55,4         | +34,7   | Junshirō Kobayashi   |
| 1.      | 29 stycznia | 2010 | Hinterzarten        | Sztafeta HS106/4x5 km | 53:00,1         | -       | -                    |
| 4.      | 31 stycznia | 2010 | Hinterzarten        | Gundersen HS106/10 km | 29:43,5         | +28,5   | Ole Christian Wendel |
| 1.      | 27 stycznia | 2011 | Otepää              | Gundersen HS100/10 km | 26:37,7         | -       | -                    |
| 2.      | 29 stycznia | 2011 | Otepää              | Sprint HS100/5 km     | 12:44,5         | +20,4   | Marjan Jelenko       |

### Puchar Świata

#### Miejsca w klasyfikacji generalnej
- sezon 2008/2009: 33.
- sezon 2009/2010: 25.
- sezon 2010/2011: 6.
- sezon 2011/2012: 13.
- sezon 2012/2013: 9.
- sezon 2013/2014: 2.
- sezon 2014/2015: 3.
- sezon 2015/2016: 5.
- sezon 2016/2017: 2.
- sezon 2017/2018: 4.
- sezon 2018/2019: 4.
- sezon 2019/2020: 14.
- sezon 2020/2021: 11.
- sezon 2021/2022: 13.
- sezon 2022/2023: 15.
- sezon 2023/2024: 8.
- sezon 2024/2025: 9.

#### Miejsca na podium chronologicznie
| Nr  | Data              | Miejscowość   | Konkurencja              | Wynik zwycięzcy | Pozycja | Strata  | Zwycięzca           |
| --- | ----------------- | ------------- | ------------------------ | --------------- | ------- | ------- | ------------------- |
| 1.  | 18 grudnia 2010   | Ramsau        | Gundersen HS98/10 km     | 25:46,4         | 3.      | +15,5   | Mario Stecher       |
| 2.  | 12 marca 2011     | Lahti         | Gundersen HS130/10 km    | 24:35,3         | 1.      | -       | -                   |
| 3.  | 3 marca 2012      | Lahti         | Gundersen HS130/10 km    | 23:43,4         | 3.      | +5,2    | Jan Schmid          |
| 4.  | 27 stycznia 2013  | Klingenthal   | Penalty Race HS140/10 km | 23:21,1         | 3.      | +34,4   | Eric Frenzel        |
| 5.  | 22 grudnia 2013   | Schonach      | Gundersen HS106/10 km    | 23:47,1         | 2.      | +0,7    | Jason Lamy Chappuis |
| 6.  | 18 stycznia 2014  | Seefeld       | Gundersen HS109/10 km    | 24:49,9         | 2.      | +26,4   | Eric Frenzel        |
| 7.  | 28 lutego 2014    | Lahti         | Gundersen HS130/10 km    | 24:27,8         | 1.      | -       | -                   |
| 8.  | 6 marca 2014      | Trondheim     | Gundersen HS140/10 km    | 25:29,0         | 1.      | -       | -                   |
| 9.  | 8 marca 2014      | Oslo          | Gundersen HS134/10 km    | 24:50,6         | 1.      | -       | -                   |
| 10. | 29 listopada 2014 | Ruka          | Gundersen HS142/10 km    | 25:32,9         | 1.      | -       | -                   |
| 11. | 6 marca 2015      | Lahti         | Gundersen HS130/10 km    | 28:56,3         | 2.      | +3,0    | Akito Watabe        |
| 12. | 14 marca 2015     | Oslo          | Gundersen HS134/15 km    | 38:05,1         | 2.      | +9,0    | Akito Watabe        |
| 13. | 23 lutego 2016    | Kuopio        | Gundersen HS127/10 km    | 23:59,6         | 1.      | -       | -                   |
| 14. | 26 listopada 2016 | Ruka          | Gundersen HS142/10 km    | 27:31,7         | 1.      | -       | -                   |
| 15. | 27 listopada 2016 | Ruka          | Gundersen HS142/10 km    | 27:13,0         | 1.      | -       | -                   |
| 16. | 3 grudnia 2016    | Lillehammer   | Gundersen HS100/10 km    | 24:35,0         | 2.      | +15,0   | Eric Frenzel        |
| 17. | 17 grudnia 2016   | Ramsau        | Gundersen HS98/10 km     | 22:23,6         | 1.      | -       | -                   |
| 18. | 7 stycznia 2017   | Lahti         | Gundersen HS130/10 km    | 29:13,7         | 3.      | +26,4   | Eric Frenzel        |
| 19. | 8 stycznia 2017   | Lahti         | Gundersen HS130/10 km    | 25:44,2         | 3.      | +11,6   | Fabian Rießle       |
| 20. | 13 stycznia 2017  | Val di Fiemme | Gundersen HS134/10 km    | 29:19,4         | 2.      | +24,2   | Eric Frenzel        |
| 21. | 15 stycznia 2017  | Val di Fiemme | Gundersen HS134/10 km    | 27:21,7         | 2.      | +30,2   | Eric Frenzel        |
| 22. | 21 stycznia 2017  | Chaux-Neuve   | Gundersen HS118/10 km    | 23:01,7         | 1.      | -       | -                   |
| 23. | 22 stycznia 2017  | Chaux-Neuve   | Gundersen HS118/10 km    | 22:44,0         | 2.      | +2,2    | Fabian Rießle       |
| 24. | 27 stycznia 2017  | Seefeld       | Gundersen HS109/5 km     | 12:00,2         | 1.      | -       | -                   |
| 25. | 28 stycznia 2017  | Seefeld       | Gundersen HS109/10 km    | 24:36,5         | 1.      | -       | -                   |
| 26. | 29 stycznia 2017  | Seefeld       | Gundersen HS109/15 km    | 37:32,2         | 2.      | +30,5   | Eric Frenzel        |
| 27. | 4 lutego 2017     | Pjongczang    | Gundersen HS140/10 km    | 25:12,9         | 1.      | -       | -                   |
| 28. | 5 lutego 2017     | Pjongczang    | Gundersen HS140/10 km    | 26:14,0         | 1.      | -       | -                   |
| 29. | 15 marca 2017     | Trondheim     | Gundersen HS140/10 km    | 25:10,9         | 2.      | +19,2   | Eric Frenzel        |
| 30. | 18 marca 2017     | Schonach      | Gundersen HS106/10 km    | 28:14,0         | 3.      | +7,1    | Eric Frenzel        |
| 31. | 25 listopada 2017 | Ruka          | Gundersen HS142/10 km    | 24:58,6         | 3.      | +32,8   | Akito Watabe        |
| 32. | 26 listopada 2017 | Ruka          | Gundersen HS142/10 km    | 26:21,4         | 1.      | -       | -                   |
| 33. | 12 stycznia 2018  | Val di Fiemme | Gundersen HS134/10 km    | 25:56,4         | 2.      | 18,3    | Eric Frenzel        |
| 34. | 4 marca 2018      | Lahti         | Gundersen HS130/10 km    | 24:51,6         | 1.      | -       | -                   |
| 35. | 18 marca 2018     | Klingenthal   | Gundersen HS140/10 km    | 23:39,8         | 2.      | +1,0    | Fabian Rießle       |
| 36. | 24 listopada 2018 | Ruka          | Gundersen HS142/10 km    | 26:02,5         | 3.      | +1:08,0 | Mario Seidl         |
| 37. | 2 grudnia 2018    | Lillehammer   | Gundersen HS140/10 km    | 27:54,3         | 3.      | +36,6   | Jarl Magnus Riiber  |
| 38. | 23 grudnia 2018   | Ramsau        | Gundersen HS98/10 km     | 23:58,7         | 2.      | +0,3    | Jørgen Gråbak       |
| 39. | 6 stycznia 2019   | Otepää        | Gundersen HS97/10 km     | 22:31,1         | 2.      | +20,9   | Jarl Magnus Riiber  |
| 40. | 11 stycznia 2019  | Val di Fiemme | Gundersen HS135/10 km    | 26:58,4         | 1.      | -       | -                   |
| 41. | 13 stycznia 2019  | Val di Fiemme | Gundersen HS135/10 km    | 26:34,0         | 2.      | +7,6    | Vinzenz Geiger      |
| 42. | 2 lutego 2019     | Klingenthal   | Gundersen HS140/10 km    | 25:51,8         | 3.      | +1,7    | Jarl Magnus Riiber  |
| 43. | 9 stycznia 2022   | Val di Fiemme | Gundersen HS106/10 km    | 26:14,5         | 3.      | +5,7    | Vinzenz Geiger      |
| 44. | 30 listopada 2024 | Ruka          | Gundersen HS142/10 km    | 23:56,8         | 1.      | -       | -                   |

### Puchar Kontynentalny

#### Miejsca w klasyfikacji generalnej
- sezon 2007/2008: 43.
- sezon 2008/2009: 54.

#### Miejsca na podium chronologicznie
| Nr | Data             | Miejscowość | Konkurencja           | Wynik zwycięzcy | Pozycja | Strata | Zwycięzca    |
| -- | ---------------- | ----------- | --------------------- | --------------- | ------- | ------ | ------------ |
| 1. | 24 stycznia 2009 | Kranj       | Gundersen HS109/10 km | 23:49,7         | 2.      | +1,1   | Mitja Oranič |

### Letnie Grand Prix

#### Miejsca w klasyfikacji generalnej
- 2008: 19.
- 2009: 5.
- 2010: 1.
- 2011: 1.
- 2012: 3.
- 2013: 3.
- 2014: 1.
- 2015: 1.
- 2016: 6.
- 2017: (13. ex aequo z Espenem Andersenem)[17]
- 2018: (4.)[18]
- 2019: nie brał udziału
- 2021: 3. (3.)[19]
- 2022: (9.)[20]
- 2023: 1. (1.)[21]
- 2024: (1.)[22]

#### Miejsca na podium w zawodach indywidualnych
| Nr  | Data             | Miejscowość    | Konkurencja              | Wynik zwycięzcy | Pozycja | Strata | Zwycięzca          |
| --- | ---------------- | -------------- | ------------------------ | --------------- | ------- | ------ | ------------------ |
| 1.  | 13 sierpnia 2009 | Oberstdorf     | Gundersen HS137/10 km    | 25:38,2         | 3.      | +12,8  | Björn Kircheisen   |
| 2.  | 7 sierpnia 2010  | Oberstdorf     | Gundersen HS137/10 km    | 26:15,3         | 2.      | +36,1  | Eric Frenzel       |
| 3.  | 8 sierpnia 2010  | Oberstdorf     | Gundersen HS137/10 km    | 25:47,9         | 1.      | -      | -                  |
| 4.  | 13 sierpnia 2010 | Oberwiesenthal | Gundersen HS106/10 km    | 28:30,0         | 2.      | +9,2   | Magnus Moan        |
| 5.  | 14 sierpnia 2010 | Oberwiesenthal | Gundersen HS106/10 km    | 26:05,3         | 2.      | +6,1   | Magnus Moan        |
| 6.  | 27 sierpnia 2011 | Oberwiesenthal | Gundersen HS106/10 km    | 27:02,0         | 3.      | +9,0   | Eric Frenzel       |
| 7.  | 28 sierpnia 2011 | Oberwiesenthal | Penalty Race HS106/10 km | 25:26,2         | 1.      | -      | -                  |
| 8.  | 2 września 2011  | Oberstdorf     | Gundersen HS137/10 km    | 26:31,7         | 2.      | +5,3   | Eric Frenzel       |
| 9.  | 28 września 2011 | Oberstdorf     | Gundersen HS137/10 km    | 26:32,5         | 1.      | -      | -                  |
| 10. | 31 sierpnia 2012 | Oberstdorf     | Gundersen HS137/10 km    | 28:52,4         | 1.      | -      | -                  |
| 11. | 1 września 2012  | Oberstdorf     | Gundersen HS137/10 km    | 36:14,4         | 1.      | -      | -                  |
| 12. | 25 sierpnia 2013 | Oberwiesenthal | Gundersen HS106/10 km    | 27:49,1         | 3.      | +4,2   | Akito Watabe       |
| 13. | 31 sierpnia 2013 | Oberstdorf     | Gundersen HS137/10 km    | 39:07,5         | 1.      | -      | -                  |
| 14. | 24 sierpnia 2014 | Oberwiesenthal | Gundersen HS106/10 km    | 27:46,9         | 1.      | -      | -                  |
| 15. | 27 sierpnia 2014 | Villach        | Gundersen HS98/10 km     | 22:34,3         | 1.      | -      | -                  |
| 16. | 29 sierpnia 2014 | Oberstdorf     | Gundersen HS137/10 km    | 27:29,2         | 1.      | -      | -                  |
| 17. | 30 sierpnia 2014 | Oberstdorf     | Gundersen HS137/15 km    | 39:58,0         | 1.      | -      | -                  |
| 18. | 30 sierpnia 2015 | Oberwiesenthal | Gundersen HS106/10 km    | 25:38,5         | 2.      | +11,7  | Eric Frenzel       |
| 19. | 4 września 2015  | Oberstdorf     | Gundersen HS137/10 km    | 26:21,4         | 1.      | -      | -                  |
| 20. | 5 września 2015  | Oberstdorf     | Gundersen HS137/10 km    | 26:15,0         | 2.      | +1,4   | Fabian Rießle      |
| 21. | 2 września 2016  | Oberstdorf     | Gundersen HS137/10 km    | 26:56,7         | 2.      | +13,7  | Jarl Magnus Riiber |
| 22. | 3 września 2016  | Oberstdorf     | Gundersen HS137/10 km    | 26:45,6         | 2.      | +17,6  | Jarl Magnus Riiber |
| 23. | 25 sierpnia 2017 | Oberstdorf     | Gundersen HS137/10 km    | 25:27,0         | 2.      | +34,5  | Eric Frenzel       |
| 24. | 19 sierpnia 2018 | Oberwiesenthal | Gundersen HS106/10 km    | 24:37,5         | 1.      | -      | -                  |
| 25. | 29 sierpnia 2021 | Oberhof        | Gundersen HS140/10 km    | 21:44,7         | 1.      | -      | -                  |
| 26. | 28 sierpnia 2022 | Oberwiesenthal | Gundersen HS105/10 km    | 25:18,0         | 2.      | +3,6   | Ilkka Herola       |
| 27. | 26 sierpnia 2023 | Oberwiesenthal | Gundersen HS105/10 km    | 27:18,7         | 2.      | +16,6  | Julian Schmid      |
| 28. | 2 września 2023  | Villach        | Kompakt HS98/7,5 km      | 16:41,6         | 1.      | -      | -                  |
| 29. | 28 sierpnia 2024 | Oberstdorf     | Kompakt HS137/7,5 km     | 17:43,3         | 1.      | -      | -                  |
| 30. | 31 sierpnia 2024 | Chaux-Neuve    | Gundersen HS118/10 km    | 20:56,2         | 1.      | -      | -                  |

#### Miejsca na podium w zawodach drużynowych
| Nr | Data             | Miejscowość    | Konkurencja                            | Wynik zwycięzcy | Pozycja | Strata | Zwycięzca |
| -- | ---------------- | -------------- | -------------------------------------- | --------------- | ------- | ------ | --------- |
| 1. | 27 sierpnia 2022 | Oberwiesenthal | Sztafeta mieszana HS105/4x5 km         | 36:55,6         | 1.      | -      | -         |
| 2. | 27 sierpnia 2023 | Oberwiesenthal | Mieszany sprint drużynowy HS105/2x6 km | 24:03,6         | 3.      | +27,0  | Norwegia  |

## Biegi narciarskie

### Puchar Świata

#### Miejsca w klasyfikacji generalnej
| Sezon     | Miejsce           |
| --------- | ----------------- |
| 2018/2019 | niesklasyfikowany |

#### Miejsca w poszczególnych konkursachPucharu Świata
| Sezon 2018/2019 |                      |                          |                            |                            |    |                            |                    |                       |                      |                         |                         |                           |                           |                              |                             |     |                     |                     |                        |                            |                   |                    |                       |                      |                      |                    |                       |                     |                        |                        |     |        |        |        |        |        |        |        |        |        |        |        |        |        |        |        |        |        |        |        |        |        |        |        |        |        |
| Ruka 24.11 (SP C) | Ruka 25.11 (15 km C) | Lillehammer 30.11 (SP F) | Lillehammer 1.12 (15 km F) | Lillehammer 2.12 (15 km C) | LT | Beitostølen 8.12 (30 km F) | Davos 15.12 (SP F) | Davos 16.12 (15 km F) | Toblach 29.12 (SP F) | Toblach 30.12 (15 km F) | Val Müstair 1.01 (SP F) | Oberstdorf 2.01 (15 km C) | Oberstdorf 3.01 (15 km F) | Val di Fiemme 5.01 (15 km C) | Val di Fiemme 6.01 (9 km F) | TdS | Drezno 12.01 (SP F) | Otepää 19.01 (SP C) | Otepää 20.01 (15 km C) | Ulricehamn 26.01 (15 km F) | Lahti 9.02 (SP F) | Cogne 16.02 (SP F) | Cogne 17.02 (15 km C) | Oslo 10.03 (50 km C) | Drammen 12.03 (SP C) | Falun 16.03 (SP F) | Falun 17.03 (15 km F) | Québec 22.03 (SP F) | Québec 23.03 (15 km C) | Québec 24.03 (15 km F) | FPŚ | punkty | punkty | punkty | punkty | punkty | punkty | punkty | punkty | punkty | punkty | punkty | punkty | punkty | punkty | punkty | punkty | punkty | punkty | punkty | punkty | punkty | punkty | punkty | punkty | punkty |
| - | -                    | -                        | -                          | -                          | -  | -                          | 89                 | -                     | -                    | -                       | -                       | -                         | -                         | -                            | -                           | -   | -                   | -                   | -                      | -                          | -                 | -                  | -                     | -                    | -                    | -                  | -                     | -                   | -                      | -                      | -   | 0      | 0      | 0      | 0      | 0      | 0      | 0      | 0      | 0      | 0      | 0      | 0      | 0      | 0      | 0      | 0      | 0      | 0      | 0      | 0      | 0      | 0      | 0      | 0      | 0      |
| Legenda |                      |                          |                            |                            |    |                            |                    |                       |                      |                         |                         |                           |                           |                              |                             |     |                     |                     |                        |                            |                   |                    |                       |                      |                      |                    |                       |                     |                        |                        |     |        |        |        |        |        |        |        |        |        |        |        |        |        |        |        |        |        |        |        |        |        |        |        |        |        |
| 1 2 3 4–10 11–30 31–100 wyniki anulowane - – zawodnik nie wystartował TdS – Tour de Ski DNS – został zgłoszony do biegu, ale w nim nie wystartował DNF – nie ukończył biegu DSQ – zdyskwalifikowany |                      |                          |                            |                            |    |                            |                    |                       |                      |                         |                         |                           |                           |                              |                             |     |                     |                     |                        |                            |                   |                    |                       |                      |                      |                    |                       |                     |                        |                        |     |        |        |        |        |        |        |        |        |        |        |        |        |        |        |        |        |        |        |        |        |        |        |        |        |        |